# Jozef Danielak
Jozef Danielak (15. listopadu 1856, Námestovo – 5. prosince 1883, Námestovo) byl slovenský římskokatolický kněz, filolog a publicista.

## Rodina
- otec Jozef Danielak
- matka Anna Miklušičáková

## Životopis
Studoval na gymnáziu v Kláštoře pod Znievom a v Ostrihomi, teologii v Banské Bystrici. Příslušník národní uvědomělé generace odchované prvními slovenskými gymnázii. Autor politických a jazykovědných článků, studií, publikoval také v Národních novinách.